# Stupid Things (Keane)
Stupid Things è un singolo del gruppo musicale britannico Keane, pubblicato il 25 ottobre 2019 come terzo estratto dal quinto album in studio Cause and Effect.

## Descrizione
Sesta traccia dell'album, il testo è stato definito «abbastanza insolito» dal tastierista Tim Rice-Oxley:
In occasione della sua pubblicazione, i Keane hanno presentato una nuova versione di durata inferiore a quella contenuta in Cause and Effect.

## Video musicale
Il 27 ottobre 2019 è stato presentato il lyric video del brano, al quale hanno partecipato alcuni fan dei Keane a seguito di un contest lanciato dal gruppo attraverso il proprio sito ufficiale.

## Tracce
1. Stupid Things (Single Version) – 3:35

## Formazione
Gruppo
- Tom Chaplin – voce
- Tim Rice-Oxley – tastiera, cori
- Jesse Quin – basso, cori
- Richard Hughes – batteria, percussioni, cori

Altri musicisti
- David Kosten – strumentazione aggiuntiva
- Owen Pallett – arrangiamento corno, programmazione

Produzione
- David Kosten – produzione
- Keane – produzione
- Tom Hough – ingegneria del suono
- Tim Morris – ingegneria del suono
- Mo Hausler – ingegneria del suono
- Luke Gibbse – ingegneria del suono aggiuntiva
- CT – missaggio
- Frank Arkwright – mastering